# Ferdinand Zajons
Ferdinand Zajons (* 14. März 1906 in Gelsenkirchen; † 10. April 1987) war ein deutscher Fußballspieler.
Zajons spielte seit der Saison 1928/29 für den FC Schalke 04. Im Sommer 1930 gehörte der linke Verteidiger zu den 14 Spielern der ersten Schalker Mannschaft, die aufgrund von Handgeldzahlungen zu Profis erklärt und gesperrt wurden; die Sperre wurde im Frühjahr 1931 aufgehoben.
Zajons erreichte mit den „Knappen“ fünfmal die Endrunde um die deutsche Meisterschaft. In der Saison 1932/33 wurde er mit dem Team Vizemeister und ein Jahr später stand er in der Mannschaft, die durch ein 2:1 über den 1. FC Nürnberg den ersten Deutschen Meistertitel für den FC Schalke 04 gewann. Nach der Hinrunde 1934/35 verließ er den Verein und schloss sich dem SC Sonnborn 07 in der Bezirksliga Niederrhein an. Ab der Spielzeit 1936/37 trug er dann das Trikot des SC Gelsenkirchen 07.
In den letzten Kriegstagen 1945 wurde er schwer verwundet und verlor ein Bein.